# Krupa na Uni
Krupa na Uni (in serbo Крупа на Уни) è un comune della Repubblica Serba di Bosnia ed Erzegovina con 1.671 abitanti al censimento 2013.
È stato costituito in seguito agli Accordi di Dayton in seguito alla divisione tra Federazione di Bosnia ed Erzegovina e Repubblica Serba di Bosnia ed Erzegovina del comune di Bosanska Krupa.
Confina con il comune di Bosanska Krupa a sud e ad ovest, con Novi Grad a nord e con Oštra Luka ad est

## Località
Il comune è formato dall'insieme delle seguenti località:
- Arapuša
- Donji Dubovik
- Donji Petrovići
- Gornji Bušević
- Hašani
- Mali Dubovik
- Osredak
- Otoka
- Srednji Bušević
- Srednji Dubovik